# Горган Ілемський
Го́рган-Іле́мський — гірська вершина в Українських Карпатах, у масиві Горгани, на хребті Аршиця. Розташована на межі Долинського та Рожнятівського районів Івано-Франківської області. Висота 1587 м. Вершина асиметрична, конусоподібна, з крутими (25—40°) схилами. Поширені кам'яні осипища, «кам'яні річки». Вершина безліса, складається з пісковиків. На схилах — хвойні ліси (ялина, сосна).
На схилі гори розташоване заповідне урочище — Урочище Аршиця.
На північний захід від Горгану-Ілемського розташована гора Великий Пустошак (1423 м), на північний схід — хребет Сихлос (Сехліс), на південь — гора Яйко-Ілемське (1680 м), на захід — долина річки Свічі з її притокою Правич.
Найближчий населений пункт — село Мислівка.
На північному заході бере початок річка Ільма.

## Аварія МіГ-23м
Близько години дня 12 жовтня 1983 р. у хребет Аршиця в районі гори Горган Ілемський врізався військовий літак повітряних сил СРСР МіГ-23м. За штурвалом літака Мукачівського 92-го винищувального авіаполку був заступник командира 2-ї ескадрильї військовий льотчик першого класу майор Уралов Володимир Олексійович. За підтвердженими даними причиною катастрофи стала помилка диспетчера, який дав наказ при виконанні навчального польоту зайняти висоту 1500 метрів. Висота хребта, де сталася авіакатастрофа, 1587 м. За кількасот метрів від місця катастрофи був установлений пам'ятний знак. Згодом вандали його знищили. У 2010 р. пам'ятник відновлено.